# Závada (district d'Opava)
Pour les articles homonymes, voir Závada.
Závada (en allemand : Zawada bei Beneschau ; en polonais : Zawada) est une commune du district d'Opava, dans la région de Moravie-Silésie, en République tchèque. Sa population s'élevait à 584 habitants en 2021.

## Géographie
Závada se trouve à 7 km au nord-nord-ouest de Hlučín, à 20 km à l'est-nord-est d'Opava, à 17 km au nord-nord-ouest d'Ostrava et à 267 km à l’est de Prague.
La commune est limitée par Bělá et Píšť au nord, par Vřesina à l'est, et par Bohuslavice au sud et à l'ouest.

## Histoire
La première mention écrite de la localité date de 1349.

## Transports
Par la route, Závada se trouve à 10 km de Hlučín, à 21 km d'Ostrava, à 23 km d'Opava et à 348 km de Prague.